# Mohamed Sakho
Pour les articles homonymes, voir Sakho.
Mohamed Sakho, né le 5 août 1988, est un footballeur guinéen.
Il a participé à la coupe d'Afrique des nations 2008 avec la sélection guinéenne.

## Carrière
- 2006-2007 : Hafia Football Club ( Guinée)
- 2007-2009 : Étoile du Sahel ( Tunisie)
- 2009-2010 : Olympique de Béja ( Tunisie)
- 2010-2011 : Avenir sportif de Gabès ( Tunisie)
- 2011-2013 : Denizlispor ( Turquie)
- 2013-201. : Olympique de Safi ( Maroc)